# Paul Pressler (político)
Herman Paul Pressler III (4 de junio de 1930 - 7 de junio de 2024) fue un político y juez estadounidense que fue juez del Tribunal de Apelaciones del 14.º Circuito de Texas en su natal Houston, Texas. Pressler fue una figura clave en el resurgimiento conservador de la Convención Bautista del Sur, que él inició en 1978. Fue acusado de conducta sexual inapropiada o asalto por al menos siete hombres, algunos de los cuales eran menores de edad en el momento de la presunta actividad.

## Primera vida y educación
Pressler nació el 4 de junio de 1930, hijo de Herman P. Pressler Jr. y Elsie Pressler. Su padre fue vicepresidente de Exxon y su madre ayudó a fundar la iglesia bautista a la que asistía la familia. Asistió a The Kinkaid School, y luego se transfirió a Phillips Exeter Academy a los dieciséis años. Pressler estudió gobierno como estudiante de pregrado en la Universidad de Princeton, graduándose en 1952. Obtuvo su título de abogado en la Facultad de Derecho de la Universidad de Texas.
En 1959, Pressler se casó con Nancy Avery, y tuvieron tres hijos.

## Carrera política
El 8 de enero de 1957, Pressler se convirtió en Representante Estatal de Texas por el condado de Harris, hasta el 13 de enero de 1959. Fue elegido como demócrata, y permaneció como miembro del partido hasta unirse al Partido Republicano en 1982.
En 1970, Pressler se convirtió en juez del Distrito Judicial 133 del condado de Harris, hasta 1978. En 1978, se convirtió en juez del Tribunal de Apelaciones del 14.º Circuito de Texas en su natal Houston, Texas, hasta 1992.
En 1988, se convirtió en presidente del Council for National Policy (CNP), un grupo de defensa conservadora, hasta 1990. El Southern Poverty Law Center describe al CNP como un grupo oscuro y secreto que "es un lugar clave donde se mezclan conservadores convencionales y extremistas".
El libro de Anne Nelson, Shadow Network, publicado en 2021, alega que Pressler convenció a la alta dirección del Partido Republicano para intentar las mismas prácticas para establecer el control de una sola parte en el gobierno federal de los Estados Unidos como en la SBC.

## Ministerio
En 1967, Pressler y Paige Patterson se reunieron en Nueva Orleans para planear una estrategia política para elegir presidentes conservadores de la convención y, a su vez, miembros de las juntas de la Convención Bautista del Sur (SBC).
En 1978, Pressler junto con W. A. Criswell, Adrian Rogers y Paige Patterson, se reunieron con un grupo de pastores y laicos conservadores y republicanos decididos en un hotel cerca del aeropuerto de Atlanta para lanzar el resurgimiento. El grupo de Atlanta decidió elegir a Rogers, pastor de Bellevue Baptist Church en Memphis, Tennessee, como el primer presidente del Resurgimiento Conservador de la convención.
En 1984, fue nominado en el Comité Ejecutivo de la SBC hasta 1991 y en la International Mission Board en 1992 hasta 2000. En 2004, fue elegido vicepresidente de la Convención Bautista del Sur.
Durante su tiempo como líder de la SBC, Pressler fue fundamental para impulsar a sus 47,000 iglesias a adoptar interpretaciones literales de la Biblia, denunciar enérgicamente la aceptación LGBTQIA+, prohibir a las mujeres predicar, alinearse con las posturas y objetivos políticos del Partido Republicano y ayudar a los miembros del GOP a ser elegidos para cargos públicos.
En 2009, Louisiana College en Pineville, Louisiana, anunció que su nueva facultad de derecho que se construiría llevaría el nombre de Pressler. Sin embargo, por razones financieras, el proyecto fue suspendido en 2013.

## Alegaciones de conducta sexual inapropiada
En abril de 2018, el Houston Chronicle informó que Pressler fue acusado por Toby Twining y el abogado Brooks Schott de conducta sexual inapropiada en declaraciones juradas separadas. Ambos hombres dijeron que Pressler los molestó o solicitó sexo. En el informe del Chronicle, Toby Twining era un adolescente en 1977 cuando Pressler, un pastor de jóvenes en Bethel Church en Houston, le agarró el pene en una sauna en el Houston's River Oaks Country Club. Al año siguiente, Pressler fue destituido de su cargo después de que los funcionarios de la iglesia recibieran información sobre "un supuesto incidente".
Brooks Schott también declaró en una declaración jurada que renunció a su puesto en el bufete de abogados de Pressler después de que Pressler lo invitara a meterse en un jacuzzi con él desnudo. Brooks también acusó a Jared Woodfill, socio de Pressler durante mucho tiempo en su firma Woodfill & Pressler LLP, quien de 2002 a 2014 fue presidente del Partido Republicano del Condado de Harris, de no prevenir los avances sexuales de Pressler hacia él y otros, afirmando que sus indiscreciones eran bien conocidas en la firma. Woodfill proporcionó testimonio jurado de que conocía una acusación de abuso sexual infantil contra Pressler desde 2004.
Woodfill también testificó que en lugar de pagarle a Pressler un salario, su firma proporcionaría asistentes personales, en su mayoría jóvenes, para trabajar en la mansión de Pressler en River Oaks. Dos de estos ex asistentes han acusado a Pressler de agresión o conducta sexual inapropiada.
En 2017, el exasistente de Pressler, Gareld Duane Rollins Jr., presentó una demanda alegando que fue violado regularmente por el líder conservador. Rollins conoció a Pressler en la escuela secundaria y formaba parte de un estudio bíblico que Pressler dirigía. Rollins afirma que fue violado dos a tres veces al mes mientras estaba en la casa de Pressler. Según el Chronicle, Pressler acordó en 2004 pagar $450,000 a Rollins por agresión física. El líder bautista del sur Paige Patterson también es nombrado en la demanda, por ayudar a Pressler a encubrir el abuso. La SBC resolvió el caso de Rollins fuera de los tribunales por una suma no revelada y el caso fue desestimado con prejuicio el 28 de diciembre de 2023.
En 2019, después de los escándalos de acusaciones de abuso sexual que involucraban a Pressler y los encubrimientos de abuso sexual que involucraban a Paige Patterson, el Southwestern Baptist Theological Seminary eliminó las vidrieras que representaban a los actores del resurgimiento conservador, ubicadas en la Capilla MacGorman e inauguradas en 2011.
En mayo de 2022, Guidepost Solutions publicó un informe independiente que afirmaba que Pressler era el acusado en una demanda civil que alegaba que abusó repetidamente del demandante cuando este tenía 14 años. Otros dos hombres presentaron declaraciones juradas acusando a Pressler de conducta sexual inapropiada.
Para diciembre de 2023, siete hombres acusaron a Pressler de abusar sexualmente de ellos.

## Muerte
El 7 de junio de 2024, Pressler murió a los 94 años. Sin embargo, su muerte no se informó hasta el 15 de junio, el día de su servicio funerario. Ningún líder prominente de la SBC quiso comentar sobre la muerte de Pressler durante la conferencia anual de la SBC que se celebró alrededor de la fecha de su fallecimiento.